# Elizabeth Wathuti
(Elizabeth Wathuti, Global Commons Alliance)
Elizabeth Wanjiru Wathuti (KNyeri, 1º agosto 1995) è un'attivista keniota per l'ambiente e il clima, fondatrice della Green Generation Initiative, che incoraggia i ragazzi, già in giovane età, ad amare la natura ed essere attenti all'ambiente. L'iniziativa ha portato ad un numero di 30.000 alberi piantati in Kenya.

## Biografia
Cresciuta nella contea di Nyeri, rinomata per avere la più alta copertura forestale del Kenya, Wathuti ha piantato il suo primo albero all'età di sette anni, fondando nella sua scuola superiore, con l'aiuto del suo insegnante di geografia che ha accettato di essere il patrono, un club ambientalista.
In seguito si è laureata alla Kenyatta University in Studi ambientali e sviluppo comunitario.
Nel 2016, ha fondato la Green Generation Initiative, con l'obiettivo di coinvolgere i giovani appassionati di ambiente (educazione ambientale, deforestazione, cambiamento climatico e inquinamento), per la costruzione di scuole di resilienza climatica ed ecologiche. Il suo video The Forest is a Part of Me è stato presentato dal Global Landscapes Forum (GLF) come parte di una serie su "Youth Voices in Landscapes".
Elizabeth Wathuti ha ricevuto una borsa di studio Wangari Maathai per il suo impegno nella conservazione ambientale e fa parte del Green Belt Movement, fondato dalla stessa Wangari Maathai.
Nel 2019, al fianco di Vanessa Nakate e Adenike Oladosu, è stata descritta da Greenpeace come una delle tre giovani attiviste nere per il clima in Africa che cercano di salvare il mondo. Nello stesso anno, Wathuti è stata insignita del premio Africa Green Person of the Year da parte della Eleven Eleven Twelve Foundation e nominata tra i 100 giovani africani più influenti agli Africa Youth Awards.

## Premi e riconoscimenti
- Green Climate Fund Climate Youth Champion 2019[12]
- Africa Youth Awards, tra i 100 giovani africani più influenti del mondo.[13]
- Il Premio Internazionale Diana (2019)[14]
- Finalista regionale UN Young Champions of the Earth per l'Africa (2019)[14]
- BAKE Awards, Bloggers Association of Kenya (2018), per il miglior blog ambientalista.[15]